# Чардаклы
Чардаклы́ (укр. Чардакли, крымскотат. Çardaqlı, Чардакълы) — исчезнувшее село в Белогорском районе Республики Крым, на территории Зеленогорского сельсовета. Располагалось на юго-западе района, в горах Внутренней гряды Крымских гор, в балке (урочище) Джалгашеих, впадающей справа в верховья реки Сарысу, примерно в 1 км южнее современного села Новоклёново.

## История
Чердаклы — старинное село в горном Крыму, первое документальное упоминание о котором, по мнению историка Бертье-Делагарда, как De lo Cheder , входящий в состав Солдайского консульства, встречается в договоре Генуэзцев с Элиас-Беем Солхатским 1381 года. Но, судя по джизйе дефтера Лива-и Кефе (Османской налоговой ведомости) 1652 года, в которой записано Селение Чердакли Крб Коби  на земле хана и поимённо перечислены 8 жителей и двое приезжих из Алушты и Улу Озена, подданных султана — налогоплательщиков-христиан, Чердаклы входили в состав Крымского ханства. В «Ведомости о выведенных из Крыма в Приазовье христианах» А. В. Суворова от 18 сентября 1778 года записано, что из селения Чердаклы было выведено 154 человека крымских греков, которые, вместе с выходцами из сёл Байсу и Малая Каракуба основали в Приазовье село Чардаклы (в настоящее время село Кременевка Никольского района Донецкой области). По ведомости генерал-поручика О. А. Игельстрома от 14 декабря 1783 года в селении, после выхода христиан, оставалось 22 дома, «из числа оных разорены 11, а остальныя 11 целы и татарам не проданы». Согласно «Ведомости… какие христианские деревни и полных дворов. И как в оных… какие церкви служащие, или разорённые. …какое число священников было…» от 14 декабря 1783 года в селе Чердакли числилось 28 греческих дворов, церковь Вознесения Господня в коей 1 священник. В ведомости «при бывшем Шагин Герее хане сочиненная на татарском языке о вышедших християн из разных деревень и об оставшихся их имениях в точном ведении его Шагин Герея» и переведённой 1785 году, содержится список 25 жителей-домовладельцев деревни Чардаклы, с перечнем имущества и земельных владений. Беюк Савва, Кюркчу Мадин и Костандин имели по 2 дома, у остальных числилось по 1, 5 домов разорены. Большинство домов «под черепицею», многие отмечены, как «хорошие», у Акрыта и Тилмич Коста имелись «магазейны» (от крымскотат. магъаз — подвал), у некоторых — кладовые и землянки. Из земельных владений числились только пашни. Также содержится отсылка к другому архивному документу, в котором сказано
Домы все разорены на урочище Кишлаучи имеется земля принадлежащая к сеи деревне но Шагин Гиреи подарил Осман мурзе что ныне капитан.
Согласно Камеральному Описанию Крыма… 1784 года, в последний период Крымского ханства Чардаклы входила в Аргинский кадылык Карасубазарского каймаканства.
После присоединения Крыма к России (8) 19 апреля 1783 года, (8) 19 февраля 1784 года, именным указом Екатерины II сенату, на территории бывшего Крымского Ханства была образована Таврическая область и деревня была приписана к Симферопольскому уезду. После Павловских реформ, с 1796 по 1802 год, входила в Акмечетский уезд Новороссийской губернии. По новому административному делению, после создания 8 (20) октября 1802 года Таврической губернии, Чердаклы были включены в состав Аргинской волости Симферопольского уезда.
По Ведомости о всех селениях в Симферопольском уезде состоящих с показанием в которой волости сколько числом дворов и душ… от 9 октября 1805 года в деревне Чердаклы числилось 42 двора и 232 жителя, исключительно крымских татар. На военно-топографической карте генерал-майора Мухина 1817 года обозначены Чердаклы с 27 дворами. После реформы волостного деления 1829 года Чирбанлы, согласно «Ведомости о казённых волостях Таврической губернии 1829 года», остался в составе преобразованной Аргинской волости. На карте 1836 года в деревне 67 дворов, как и на карте 1842 года.
В 1860-х годах, после земской реформы Александра II, деревню приписали к Зуйской волости, в которой состояла до советских реформ 1920-х годов. В «Списке населённых мест Таврической губернии по сведениям 1864 года», составленном по результатам VIII ревизии 1864 года, Чардаклы — владельческая татарская деревня с 41 двором, 184 жителями и 2 мечетями при фонтане. По обследованиям профессора А. Н. Козловского начала 1860-х годов, в селении «имеются в изобилии родники и горные ручейки», также были колодцы с пресной водой глубиной не более 3—5 саженей (6—10 м). На трёхверстовой карте Шуберта 1865—1876 года в деревне Чардаклы обозначено 20 дворов.. В «Памятной книге Таврической губернии 1889 года» по результатам Х ревизии 1887 года записан Чердаклы с 60 дворами и 322 жителями.
После земской реформы 1890-х годов деревня осталась в составе преобразованной Зуйской волости. Согласно «…Памятной книжке Таврической губернии на 1892 год», в деревне Чердаклы, входившей в Аргинское сельское общество, было 318 жителей в 46 домохозяйствах, владевших (совместно с жителями соседних деревень Тюбень-Эли и Кырда-Эли 1337 десятинами земли. На подробной карте 1893 года в деревне обозначено 47 дворов с татарским населением По «…Памятной книжке Таврической губернии на 1902 год» в деревне Чордаклы, входившей в Аргинское сельское общество, приведены те же цифры. По Статистическому справочнику Таврической губернии. Ч.II-я. Статистический очерк, выпуск шестой Симферопольский уезд, 1915 год, в деревне Чардаклы (на земле Бендебери и Улановых) Зуйской волости Симферопольского уезда числилось 52 двора с татарским населением в количестве 345 человек приписных жителей, из которых 180 мужчин и 165 женщин. Жители владели 118 десятинами удобной земли. В хозяйствах имелось 42 лошади, 32 вола, 41 коров и 200 голов мелкого скота.
После установления в Крыму Советской власти, по постановлению Крымревкома от 8 января 1921 года была упразднена волостная система и село вошло в состав вновь созданного Карасубазарского района Симферопольского уезда, а в 1922 году уезды получили название округов. 11 октября 1923 года, согласно постановлению ВЦИК, в административное деление Крымской АССР были внесены изменения, в результате которых округа ликвидировались, Карасубазарский район стал самостоятельной административной единицей и село включили в его состав. Согласно Списку населённых пунктов Крымской АССР по Всесоюзной переписи 17 декабря 1926 года, в селе Чардаклы, в составе упразднённого к 1940 году Тобен-Элинского сельсовета Карасубазарского района, числился 31 двор, все крестьянские, население составляло 148 человек, все татары. По данным всесоюзной переписи населения 1939 года в селе проживало 75 человек. В последний раз в доступных источниках Чардаклы встречается в «Журнале боевых действий военно-экономической инспекции 105 (Крым) с 1 октября 1943 по 31 декабря 1943 года», согласно которому в период оккупации Крыма, 17 и 18 декабря 1943 года, в ходе операций «7-го отдела главнокомандования» 17 армии вермахта против партизанских формирований, была проведена операция по заготовке продуктов с массированным применением военной силы, в результате которой село Чардаклы было сожжено и все жители вывезены в Дулаг 241.
Известно, что вскоре после освобождения Крыма, согласно Постановлению ГКО № 5859 от 11 мая 1944 года, все крымские татары были депортированы в Среднюю Азию. Видимо, опустевшее село не стали возрождать и в указах о переименованиях 1945 и 1948 годов оно уже не встречается.

### Динамика численности населения
| - 1778 год — 154 чел. - 1805 год — 232 чел. - 1864 год — 184 чел. - 1889 год — 322 чел. - 1892 год — 318 чел. | - 1902 год — 318 чел. - 1915 год — 345 чел. - 1926 год — 148 чел. - 1939 год — 75 чел. |